# Tegbessu
Tegbesu, död 1774, var Ahosu, monark, i Kungariket Dahomey mellan 1740 och 1774.